# Vauban (Saône-et-Loire)
Vauban ist eine französische Gemeinde mit 236 Einwohnern (Stand: 1. Januar 2022) im Département Saône-et-Loire in der Region Bourgogne-Franche-Comté. Sie gehört zum Arrondissement Charolles und zum Gemeindeverband Communauté de communes Brionnais Sud Bourgogne. Die Bewohner werden Vaubanais und Vaubanaises genannt.

## Geografie
Vauban liegt etwa 56 Kilometer westlich von Mâcon in den Hügellandschaften von Brionnais und Charolais. Das Gemeindegebiet wird vom Fluss Bezo durchquert. Nachbargemeinden von Vauban sind Saint-Christophe-en-Brionnais im Norden und Westen, Vareilles im Nordosten, Saint-Laurent-en-Brionnais im Osten, Saint-Maurice-lès-Châteauneuf im Südosten sowie Ligny-en-Brionnais im Süden und Südwesten.

## Bevölkerungsentwicklung
| Jahr                      | 1962 | 1968 | 1975 | 1982 | 1990 | 1999 | 2006 | 2011 | 2016 |
| Einwohner                 | 334  | 298  | 294  | 269  | 257  | 215  | 233  | 235  | 225  |
| Quelle: Cassini und INSEE |      |      |      |      |      |      |      |      |      |

## Sehenswürdigkeiten
- Kirche Saint-Sernin aus dem 12. Jahrhundert mit Umbauten im 19. Jahrhundert, Kapitelle des Chors sind seit 1950 als Monument historique eingeschrieben

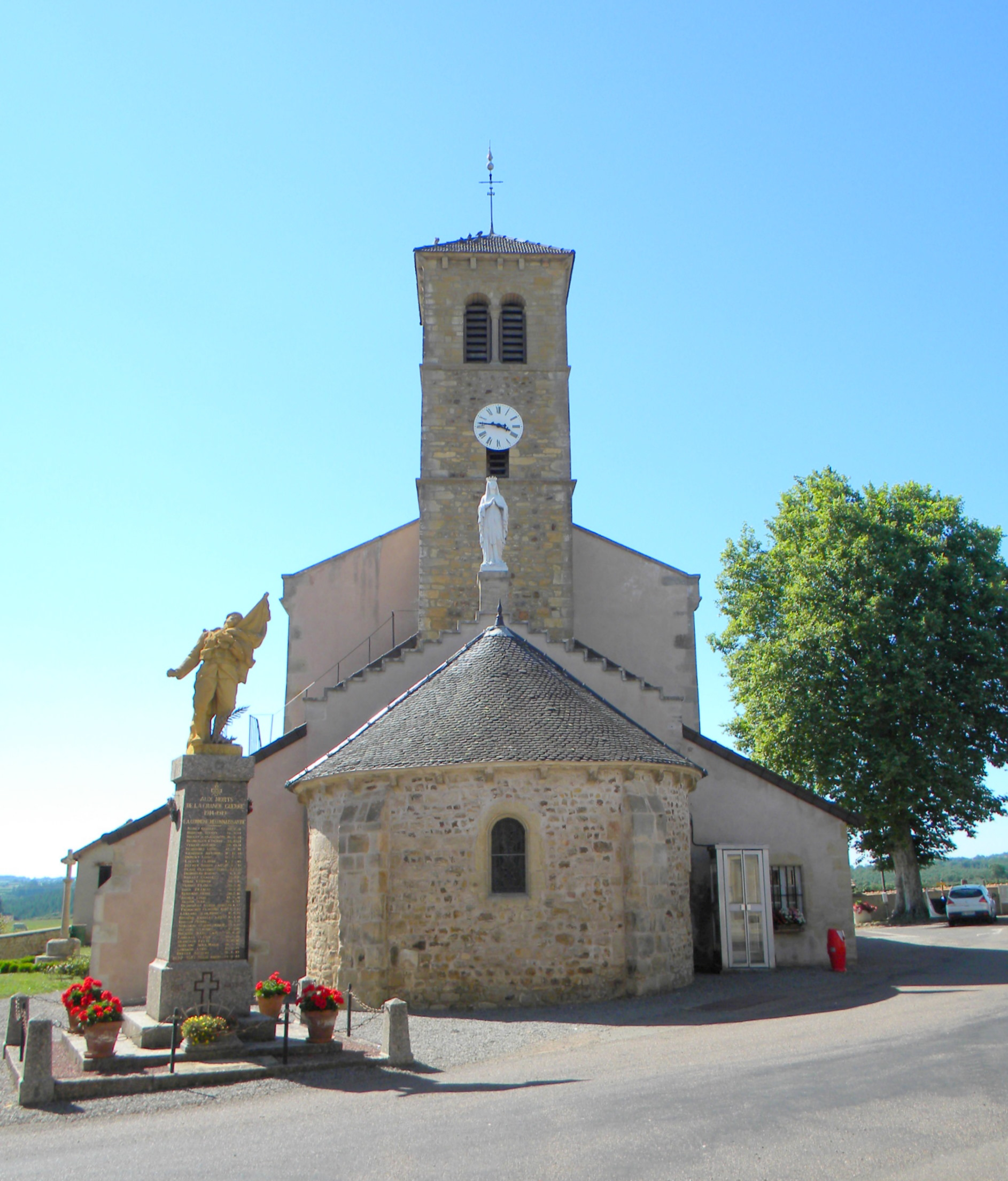
Kirche Saint-Sernin
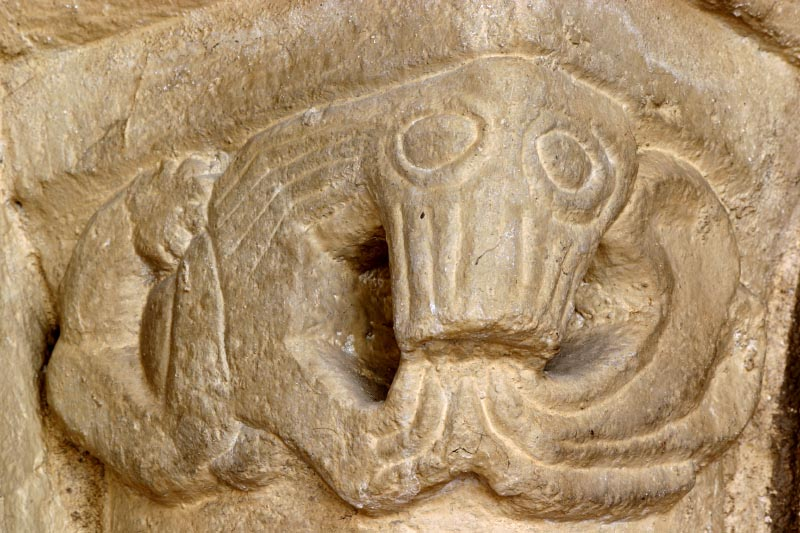
Kapitell im Chor
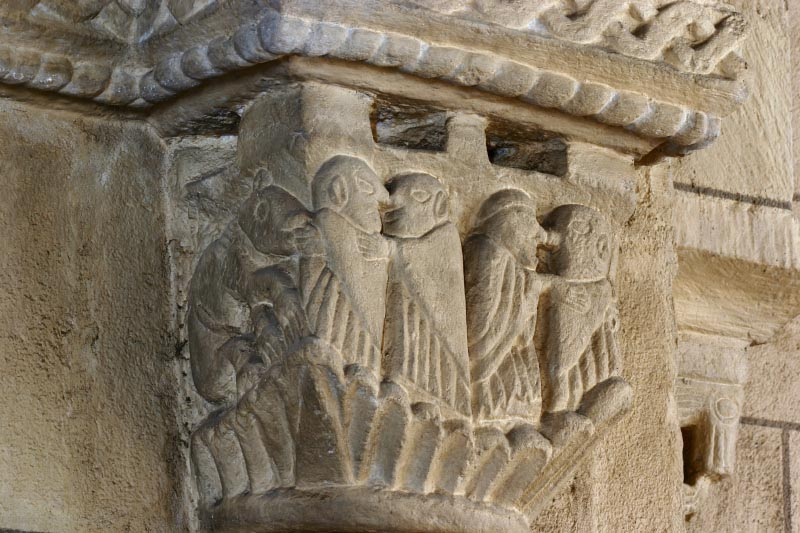
Kapitell im Chor

## Belege
1. ↑  Vauban auf cassini.ehess.fr
2. ↑  Vauban auf insee.fr